# 메르세데스-EQ

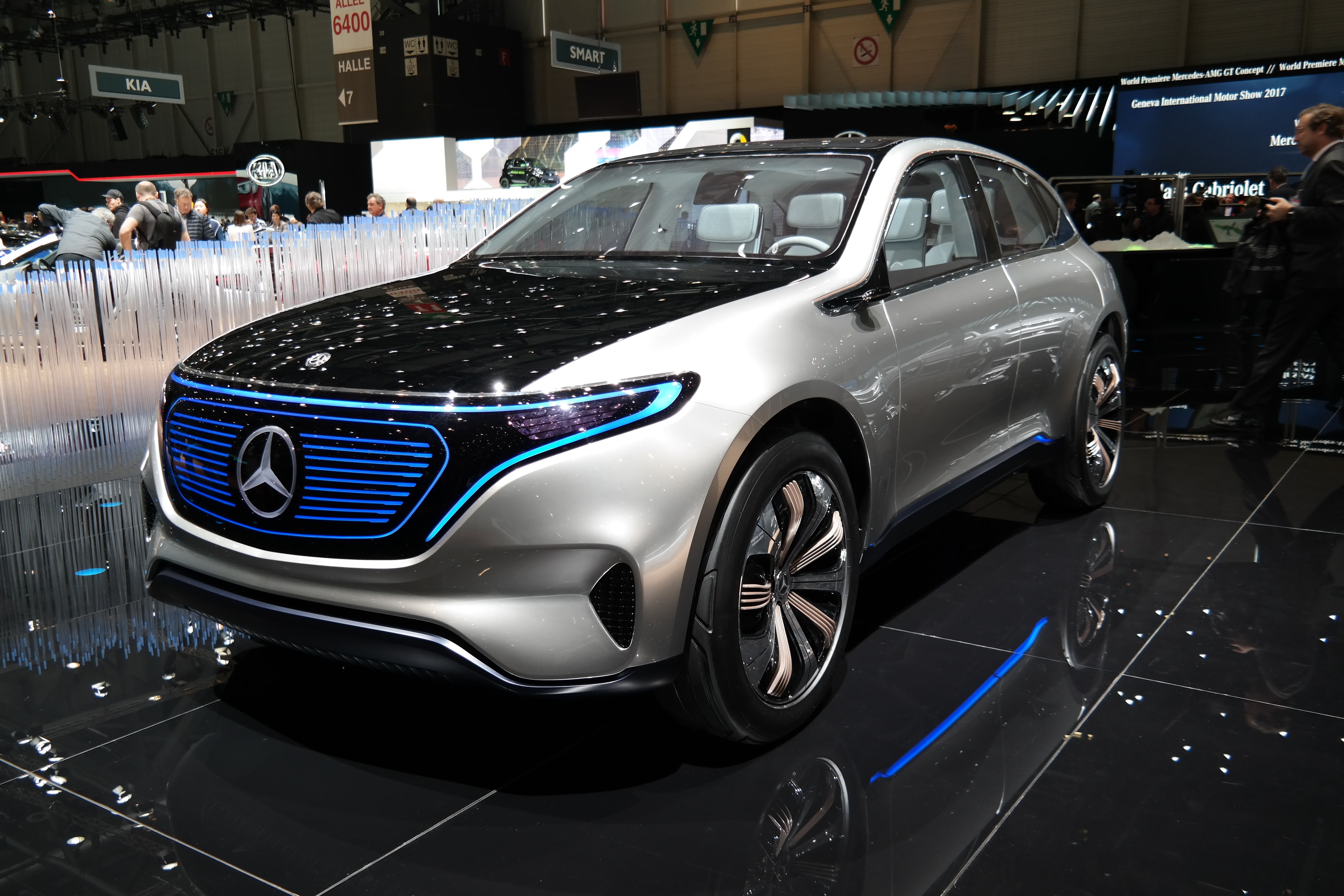

메르세데스-EQ(Mercedes-EQ)는 메르세데스-벤츠가 제조하는 배터리식 전기자동차 시리즈이다. 첫 번째 모델은 2016년 파리 모터쇼에서 제네레이션 EQ 컨셉트 카로 선보였다. 메르세데스-벤츠는 2022년까지 10개의 EQ 모델을 생산할 계획이며, 그 중 3개는 스마트 브랜드를 갖게 될 예정이며, 이는 회사 글로벌 판매량의 15~25%를 차지할 것이다. 메르세데스-벤츠 전기 자동차 설계 및 생산 노력은 모두 EQ 제품군을 대상으로 한다.
EQ 제품군의 첫 번째 멤버인 메르세데스-벤츠 EQC는 2018년 스톡홀름에서 열린 특별 행사에서 선보였다.

## 같이 보기
- 아우디 E-트론